# シーラ・クリフ
シーラ・クリフ（Sheila Cliffe、1961年 - ）は、十文字学園女子大学教授。着物研究家。着付師。着付け講師。イギリスブリストル出身。

## 経歴
- 1983年、ロンドン大学卒業（美術・ドラマ専攻）後、別の大学に入学[1]。
- 1985年、初来日。
- 1987年 - 1989年、テンプル大学日本校在学、修士課程終了。教育学修士（英語教育）資格取得。
- 1992年、鈴屋着物学院で着付師、着付け教師3級を習得。
- 1992年 - 1993年、埼玉大学教養部において非常勤講師を務める。
- 1999年 - 2002年、立教大学非常勤講師。
- 2001年 - 2008年、東京家政大学非常勤講師。
- 2013年、イギリスリーズ大学ファッションデザイン博士号取得。
- 2015年、十文字学園女子大学 人間生活学部 語学教育セクター教授に就任。
- 2020年、十文字学園女子大学　教育人文学部 文芸文化学科教授に就任。

## 人物
- ロンドン大学を卒業後、別の大学で演劇の勉強をしていた。当時の友人が武道を学んでおり、シーラも「演劇の役に立つではないか」と考え、空手から分派した新体道を始める。24歳の時、日本の道場で稽古をする目的で、夏休みを利用し一カ月の滞在予定で来日[2]。この当時は日本についての知識はほぼ無いに等しかった[3]。焼き物目当てで訪れた骨董市で、色鮮やかな絹の着物が並ぶ様子に心を奪われる。なかでも特に気に入り、初めて購入したのは目にも鮮やかな真っ赤な長襦袢であった。のちに友人に「長襦袢はペチコート（下着）のようなもの」と教えられ、着物のもつ奥深さに好奇心がくすぐられた。また別の日には、百貨店の呉服売り場で友禅を勧められて羽織り、店員の褒め称す言葉に高揚して購入を決めて訪問着を誂え、ますます着物のとりこになる。帰国予定を変更して[4]、着付けを始め着物文化について学び始める。昼は英語講師として働き夜はテンプル大学日本校に通う生活を送り、日本での英語教育の資格を取得。
- 一年を通じ、ほぼ毎日着物を着用している（家庭内や普段の買い物、通院、飛行機に搭乗する際などは洋装の場合が多い）。従来の着物の着付けや着こなしは勿論のこと、独特の感性で個性的な色や柄を組み合わせ、小物類も洋装に合わせることの多い帽子やハンドバッグ、履物もパンプス、ブーツ、スニーカーなどを合わせて現代の生活様式のなかで普段着として活用出来るスタイルを提案している。シーラが普段着にしている着物は古着やアンティークが大半である。そのスタイリングを自身で身に纏い、SNSに投稿して着物の新たな可能性や多様性、魅力を発信している。また、着物のファッションショーの企画・プロデュースも手掛け、自身もモデルとして登場することもある。
- 丹後織物工業組合のアンバサダーとして、丹後ちりめんの魅力を国内外に発信[5][6]。

## 書籍
- あなたにもできる英会話 Within Your Reach（2024年4月1日、南雲堂） - 共著ISBN 978-4-52317-444-8
- 日本のことを英語で話そう（2012年3月21日、中経出版）ISBN 978-4-80614-329-1
- The Social Life of Kimono Japanese Fashion Past and Present（2017年3月23日、Bloomsbury Publishing）
- SHEILA KIMONO STYLE（2018年10月25日、東海教育研究所、撮影：タッド・フォング）ISBN 978-4-92452-300-5
- Yumi Katsura Behind the Scenes（2019年12月10日、リーク･アンド･リバー社） - 共著
- Sheila Kimono Style Plus シーラの着物スタイル プラス（2021年11月2日、東海教育研究所）ISBN 978-4-92452-324-1
- KIMONO EVOLUTION（2024年1月29日、芸術新聞社）ISBN 978-4-87586-688-6

## 連載
- シーラの着物スタイル（2018年4月4日 - 13日〈全5回〉、かもめの本棚）[7] ※Web連載
- シーラの着物スタイル12カ月（2018年5月9日 - 2019年4月17日〈全24回〉、かもめの本棚）[8] ※Web連載（上記連載の続編）
- シーラ・クリフの -元気・笑顔・着物-（2021年7月7日 - 2022年6月23日〈全12回〉、たんす屋） ※Web連載[9]

## メディア出演

### テレビ
- YOUは何しに日本へ?（2019年8月5日、テレビ東京）[10]
- 世界はほしいモノにあふれてる（NHK総合）
  - ロンドン KIMONOスペシャル（2020年10月15日）
  - 京都 KIMONOスペシャル（2020年10月22日）
- プレミアムカフェ（2022年4月4日 - 6日、NHK BSP）
- COOL JAPAN〜発掘!かっこいいニッポン〜「“あなたの街のラフカディオ”スペシャル」（2022年7月3日、NHK BS-1）[11]
- 徹子の部屋（2022年8月17日、テレビ朝日）[12]

## 受賞
2002年、民族衣裳文化普及協会「きもの文化普及賞」